# Rysk-ortodoxa gammalrituella kyrkan
Rysk-ortodoxa gammalrituella kyrkan (ryska: Русская Православная Старообрядческая Церковь, förkortat РПСЦ/Russkaja Pravoslavnaja Staroobrjadcheskaja Tserkov, RPSC), officiellt Kristi gammalortodoxa kyrka (Древлеправославная Церковь Христова/Drevlepravoslavnaja Tserkov Khristova), är en gammaltroende östortodox kristen kyrka som bildades av avhoppare från den rysk-ortodoxa kyrkan som vägrade erkänna den nya gudstjänstordning som patriark Nikon införde 1652 (se raskol). 

## Namn
Rysk-ortodoxa gammalrituella kyrkans officiella namn, Kristi gammalortodoxa kyrka, har använts sedan 1700-talet.

## Överhuvud
1988 hölls ett viktigt kyrkomöte då bland annat kyrkans överhuvud fick titeln Metropolit av Moskva och hela Ryssland. Tidigare hade han kallats ärkebiskop.
Kyrkans hierarki består av tio biskopar.

## Språk
Kyrkans officiella språk är kyrkslaviska som de använder i sina liturgier.

## Utbredning
Under denne finns fem regionala biskopar och över 250 församlingar i Ryssland, Ukraina, Belarus och Kazakstan. 2013 uppfördes en församling även i Uganda.
Kyrkan har 9 biskopar, 5 kloster, 1 skola och 15 stift.

### Stift
- Rostov-na-Donu och Kaukasus stift
- Irkutsks och Zabajkalsks stift
- Kazans och Vjatskajas stift
- Kazakstans stift
- Ärkestiftet i Kiev och hela Ukraina
- Stiftet i Chișinău och hela Moldavien
- Moskvas stift
- Nizjnij Novgorods och Vladimirs stift
- Stiftet i Novosibirsk och hela Sibirien

- Samaras och Saratovs stift
- Sankt Petersburg och Tvers stift
- Sotji och Kubans stift
- Tomsks och Jenisejsks stift
- Urals stift
- Chabarovsk och Fjärran österns federala distrikts stift
- Jaroslavls och Kostroma oblasts stift

## Lista över rysk-ortodoxa gammalrituella kyrkanprimater
- Antonius Shutov (3 februari 1853 - 8 november 1881)
- Levshin (10 oktober 1882 - 19 mars 1898)
- Arsenij (Sjvetsov) (19 mars - 16 oktober 1898)
- Loann (Kartushin) (16 oktober 1898 - 24 april 1915)
- Alexander (Bogatenko) (28 april - 30 augusti 1915)
- Meletius (Kartushin) (30 augusti 1915 - 4 juni 1934)
- Vikenty (Nikitin) (februari 1935 - 13 april 1938)
- Savva (Ananiev) (1938-1941)
- Irinark (Parfyonov) (april 1941 - 7 mars 1952)
- Flavian (16 mars 1952 - 25 december 1960)
- Losif (Morzjakov) (19 februari 1961 - 3 november 1970)
- Nikodim (Latyshev) (24 oktober 1971 - 11 februari 1986)
- Anastasy (Kononov) (14 februari - 9 april 1986) Donskoj Donskoj
- Alimpy (Gusev), född 6 juli 1986, död 31 december 2003.
- Loann (Vitushkin) (3 januari - 12 februari 2004)
- Andrian (Chetvergov) (12 februari 2004 - 10 augusti 2005)
- Loann (Vitushkin) (11 augusti - 23 oktober 2005)
- Korniliy (Titov) (sedan 23 oktober 2005)

## Bilder

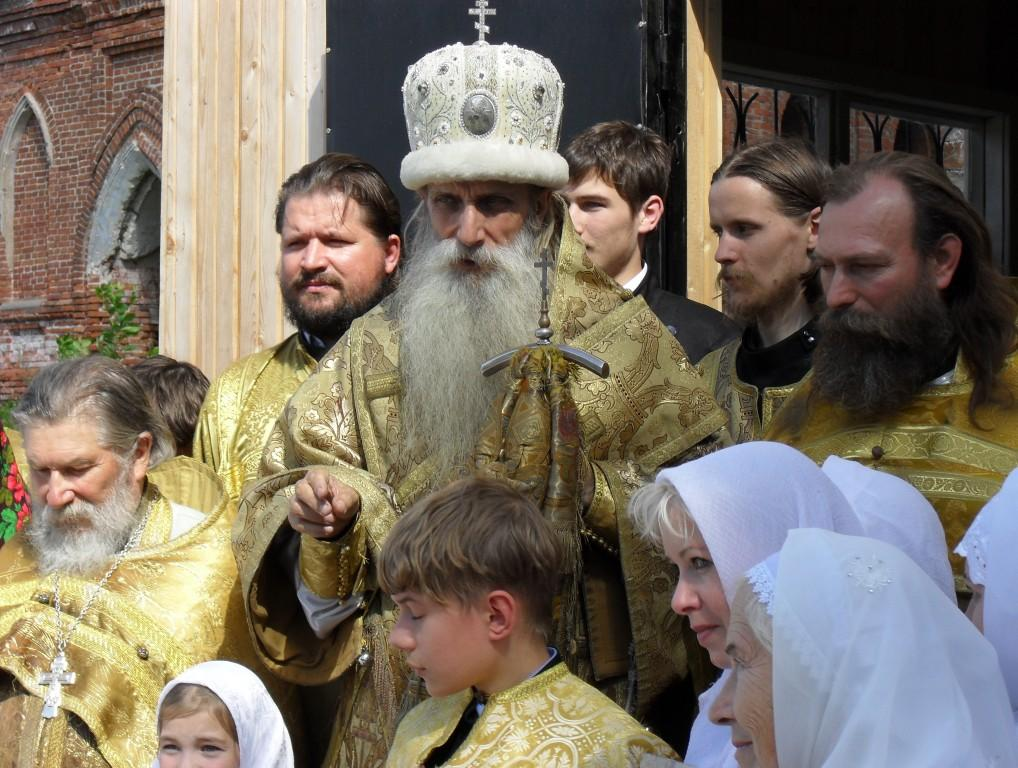
Korniliy (Titov) under en invigning av en kyrka i Glazov, Ryssland.
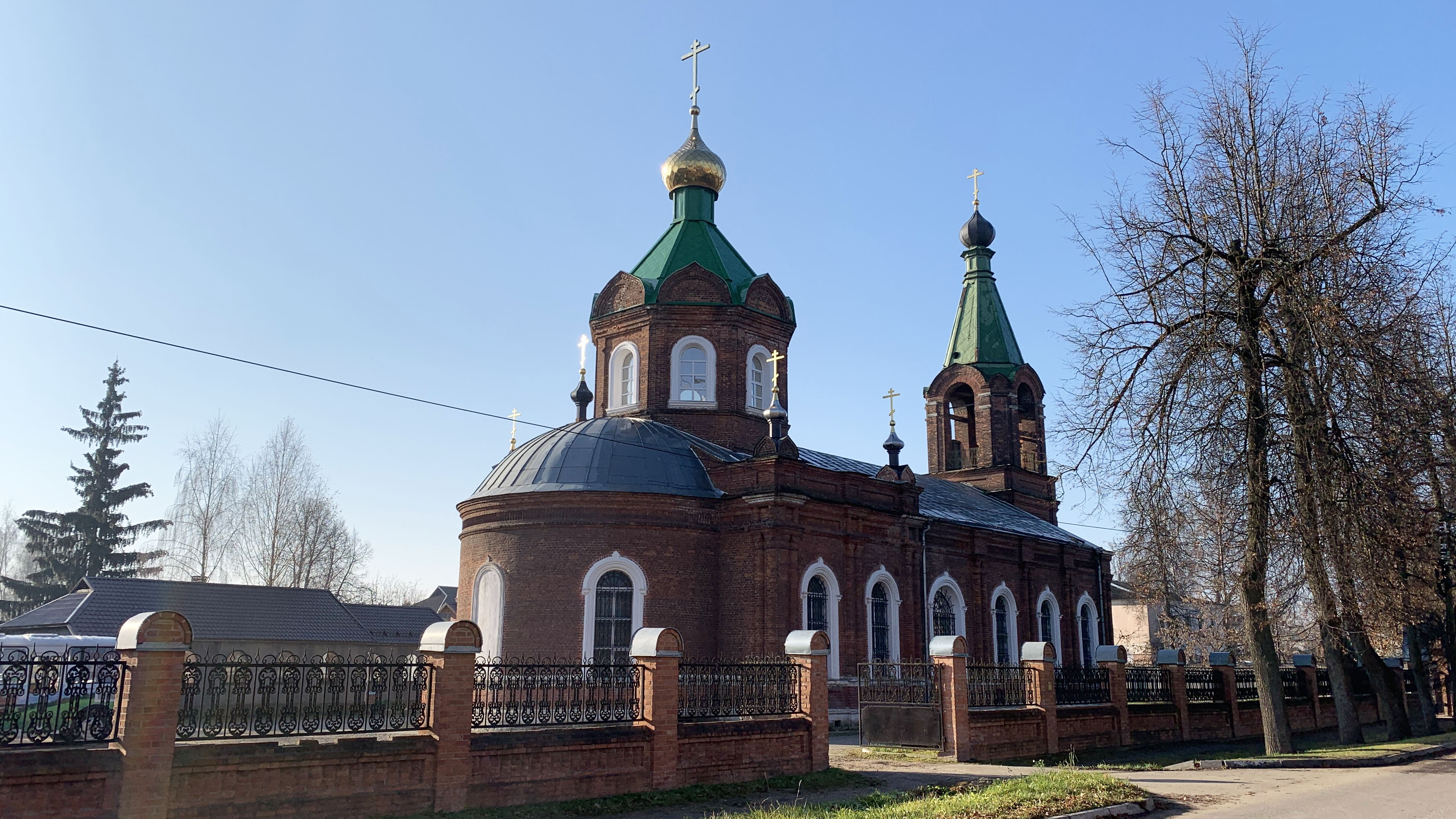
Förbönskyrkan i Rzjev.
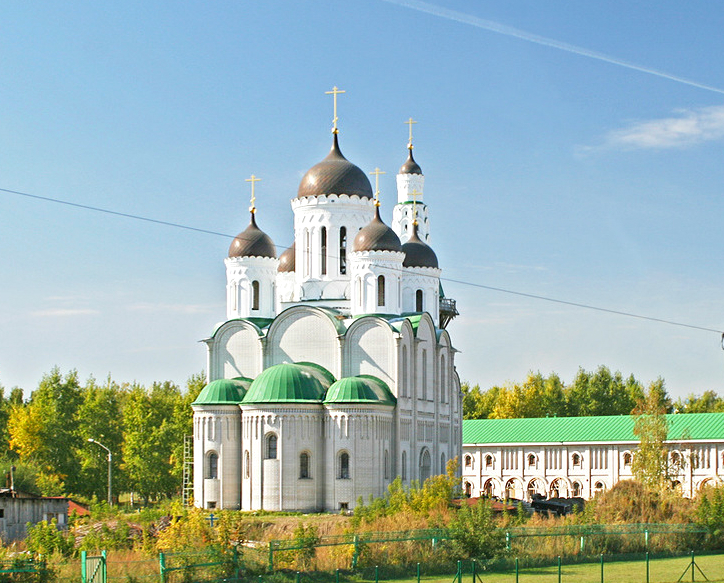
Heliga jungfru Marias förböns kyrka i Barnaul.
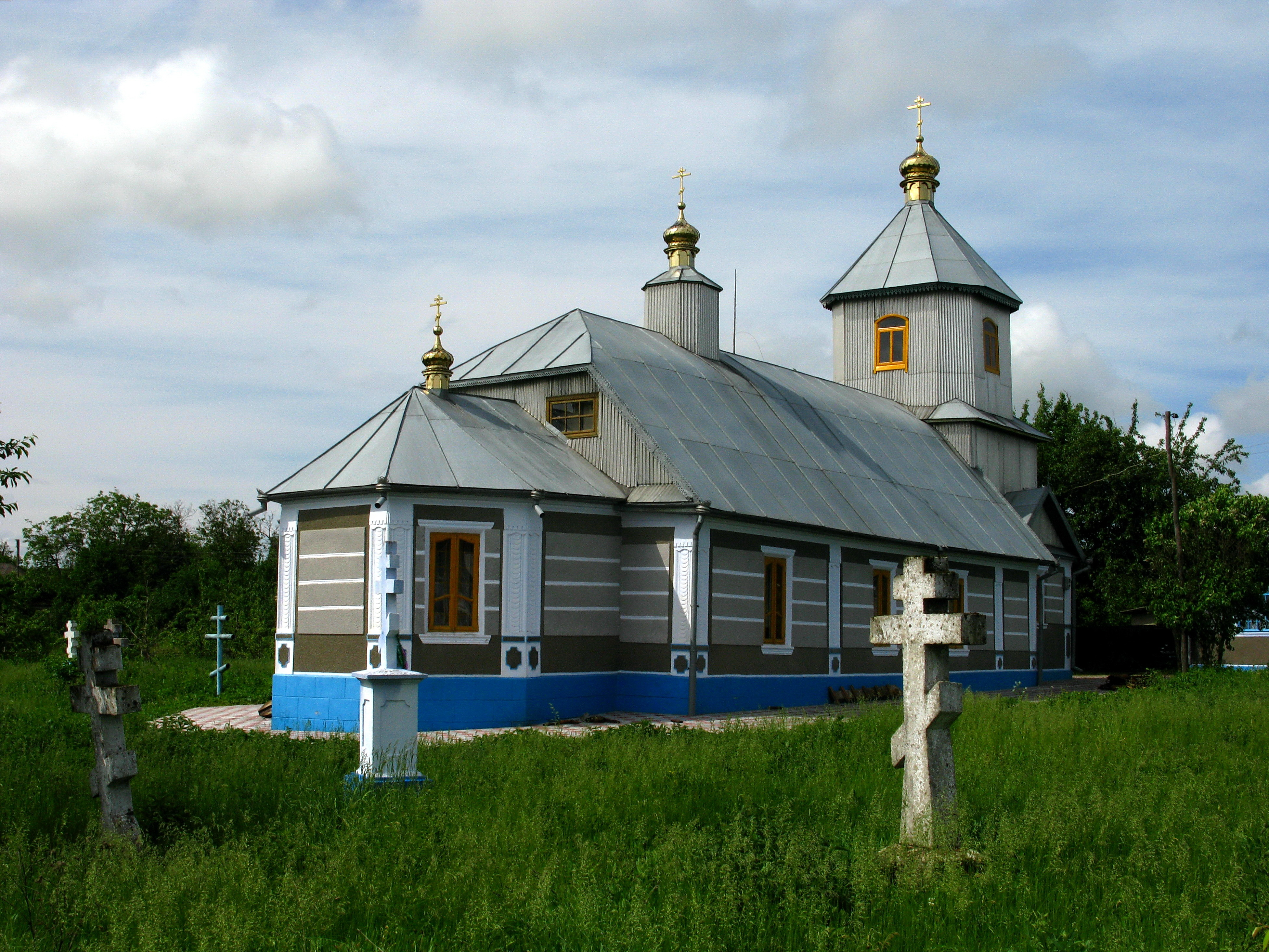
Sankt Nikolaus kyrka i Belousivka.
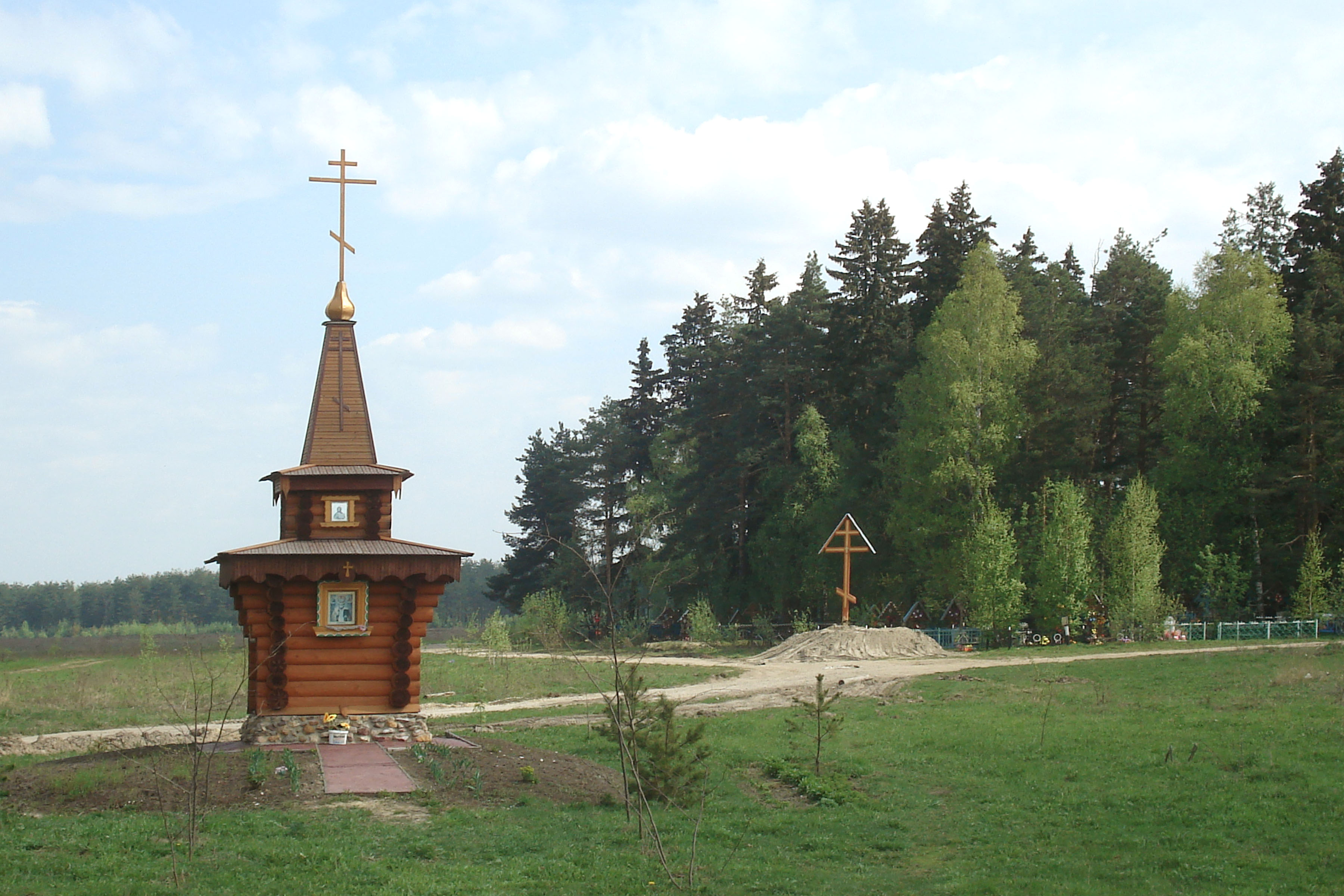
Sankt Nikolai undergörarens kapell i Davyjdovo.
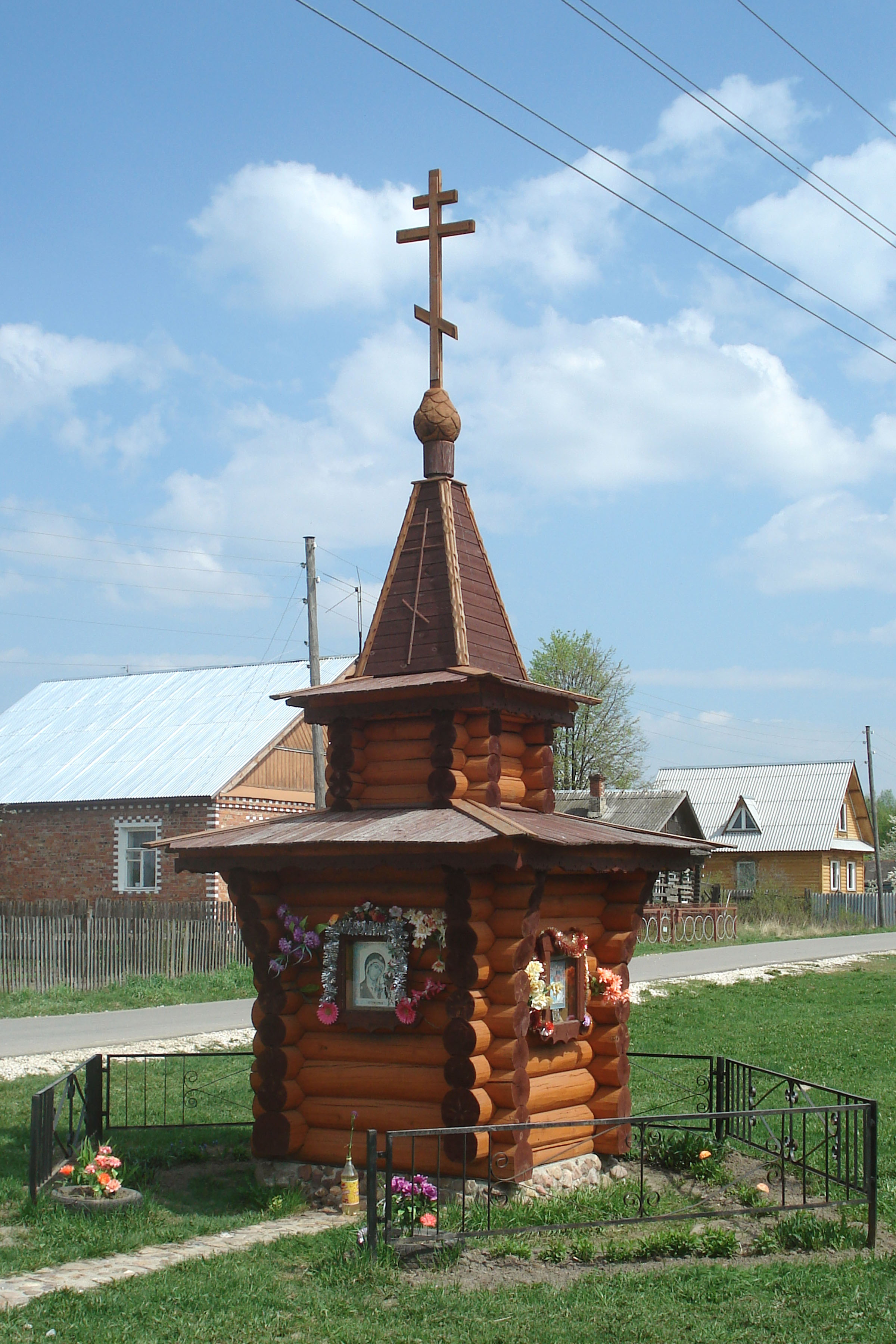
Kapell tillhörande den rysk-ortodoxa gammalrituella kyrkan.
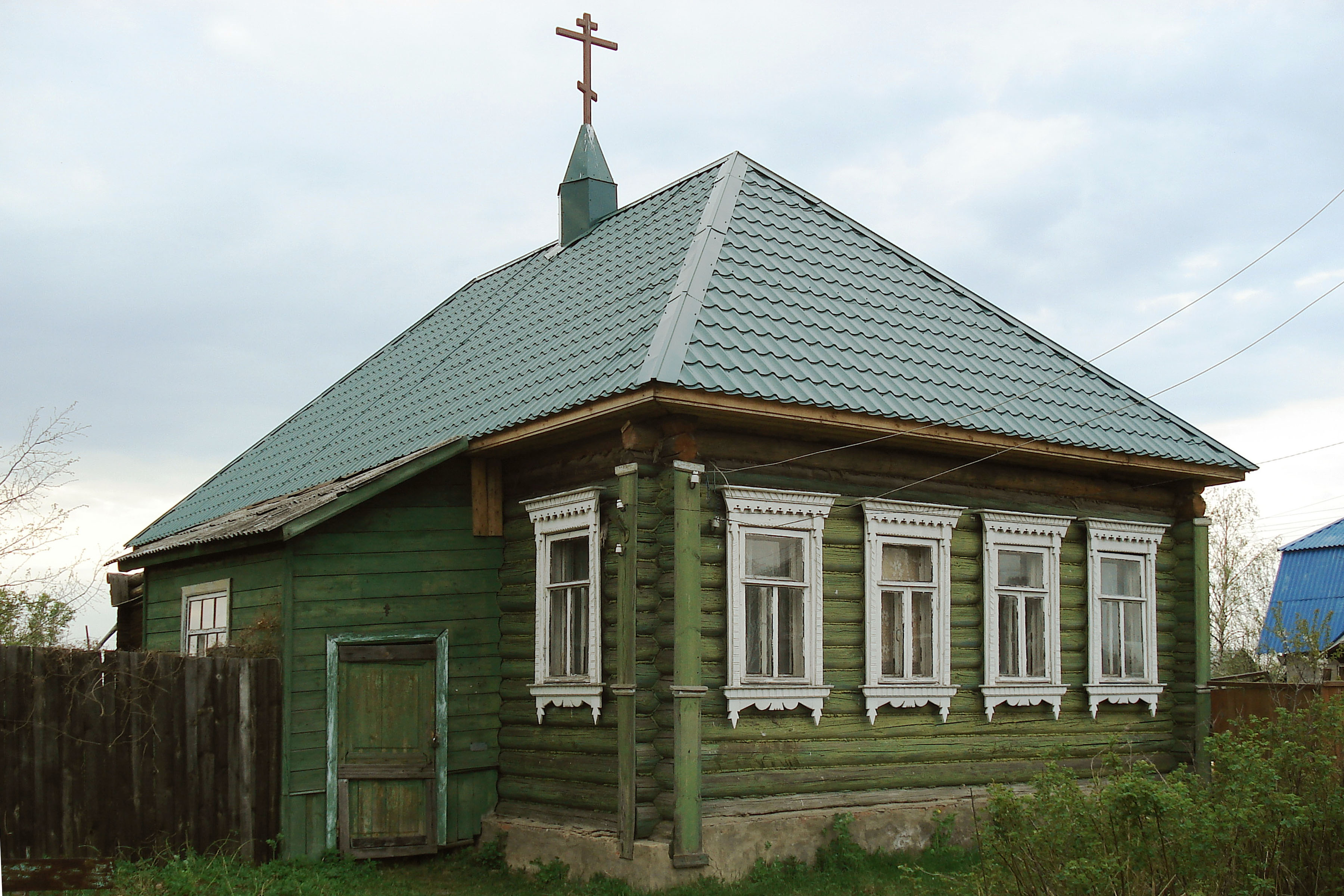
Kapell tillhörande den rysk-ortodoxa gammalrituella kyrkan.